# Chambolle-Musigny
Chambolle-Musigny is een gemeente in het Franse departement Côte-d'Or (regio Bourgogne-Franche-Comté) en telt 313 inwoners (1999). De plaats maakt deel uit van het arrondissement Dijon. Het dorp is vooral bekend door de uitstekende wijngaarden, waaronder Les Musigny, waarvan de naam in 1882 werd toegevoegd aan het oorspronkelijke Chambolle. Hier[dode link] kan een kaart worden bekeken van het dorp met daarop de wijngaarden.

## Geografie
De oppervlakte van Chambolle-Musigny bedraagt 7,6 km², de bevolkingsdichtheid is 41,2 inwoners per km².
De onderstaande kaart toont de ligging van Chambolle-Musigny met de belangrijkste infrastructuur en aangrenzende gemeenten.

## Demografie
Onderstaande figuur toont het verloop van het inwonertal (bron: INSEE-tellingen).